# Roger Heim
Pour les articles homonymes, voir Heim.
Roger Jean Heim, né le 12 février 1900 dans le 16e arrondissement de Paris et mort le 17 septembre 1979 dans le 13e arrondissement de Paris, est un botaniste français spécialisé en mycologie et en phytopathologie, professeur au Muséum national d'histoire naturelle, et directeur de cet établissement de 1951 à 1965. Centralien, il était ingénieur chimiste de formation, mais son intérêt allait à l'étude des champignons. Il fut membre de l'Académie des sciences et président de la Fondation Singer-Polignac de 1958 à 1976.
Il est connu pour ses descriptions anatomiques de l'hyménium des champignons, la systématique et la phylogénie des champignons supérieurs, notamment les Russulales et le genre Secotium, la mycologie tropicale d'espèces telle que les Termitomyces, et ses travaux d'ethnomycologie sur les champignons hallucinogènes, comme les Psilocybe et Stropharia. Il a publié plus de 560 articles scientifiques, thèses et monographies, traitant de botanique, chimie, éducation, foresterie, horticulture, arts libéraux, médecine et zoologie.

## Biographie
C'est en 1920, alors qu'il est reçu au concours d'entrée à l'École Centrale, que le Dr Fernand Camus le présente au laboratoire de Cryptogamie du Muséum.
Depuis l'enfance attiré par l'histoire naturelle, il avait abordé depuis plusieurs années déjà, par de nombreuses herborisations, l'étude de la flore française, en commençant par celle des phanérogames, puis en se spécialisant dans celle des champignons. Encouragé par le Pr. botaniste Louis Mangin, il passe tout son temps libre à se documenter à la bibliothèque et auprès des collections du laboratoire. C'est là qu'il rencontre Narcisse Patouillard, dont il devient l'élève et l'ami, et qui deviendra un des maîtres de la mycologie du début du XXe siècle. Grâce à ses encouragements et son affection, la véritable vocation du jeune Roger Heim s'affirme : bien qu'ayant obtenu son diplôme d'Ingénieur des Arts et Manufactures, il renonce à la carrière qui s'offre à lui dans l'industrie chimique.
En 1923, il est nommé conservateur de l'Institut botanique alpin du Lautaret, rattaché à la Faculté des Sciences de Grenoble et dirigé par le Pr. Marcel Mirande. Il découvre la riche biodiversité fongique des Alpes et du Lautaret.
Il obtient la licence de sciences naturelles mais, arrivé au terme d'un sursis de cinq ans, se fait détacher en tant que chimiste militaire au laboratoire de Chimie organique du Pr. L. J. Simon, au Muséum national d'histoire naturelle, où il met au point une méthode de dosage volumétrique du carbone chez les substances organiques privées d'azote, à l'aide de la combustion par le mélange sulfo-chromique.
À la mort du Pr. Simon, il termine son service militaire au laboratoire de Chimie biologique du Pr. Gabriel Bertrand, éminent chimiste de l'Institut Pasteur. Durant les cinq années, de son entrée à l'École Centrale à sa libération, il est initié à l'étude des champignons exotiques par Patouillard. À la mort de ce dernier en mars 1926, le Pr. Mangin le nomme préparateur.
Il achève la rédaction de plusieurs notes de mycologie exotique de Patouillard et tâche de reprendre le flambeau, le vide laissé par la mort d'Émile Boudier faisant craindre l'extinction de la tradition de l'École mycologique de Paris, où s'illustrèrent Léveillé et les frères Tulasne.
Il commence par combler une lacune de la bibliographie mondiale, et fonde avec Pierre Allorge, Potier de la Varde, Hamel et Zahlbruckner, le trimestriel international des Annales de Cryptogamie exotique.
Ses conceptions sur la systématique et l'anatomie des Agarics, se précisant sur la biologie de l'espèce, il aborde l'étude d'un genre d'Agarics à spores ocracées (en) : le genre Inocybe, dont la difficulté rebute bien des mycologues, mais qui l'attire par l'isomorphisme et le polymorphisme remarquables de ses espèces. Il publie sa thèse de doctorat à la Faculté des Sciences de Paris, qui obtient la mention très honorable et les félicitations du jury.

## Travaux sur le genreInocybe
La plus grande partie de ce livre est un essai monographique sur le genre Inocybe. Leurs caractères macroscopiques et microscopiques précis sont illustrés de 120 dessins au trait et de 35 planches en couleurs, complété par des remarques critiques, le groupement des espèces, et leurs affinités, établis à partir de son expérience personnelle. Les variations des caractères et leur amplitude, l'amènent à réduire de nombreuses espèces au rang de variétés ou de formes, et à ressusciter la notion de stirpe, rang supérieur à l'espèce, qui tire sa valeur de la ressemblance des formes qui le composent en tant qu’indice d'une filiation qui a cessé d'exister.
Dans la distinction des sections, stirpes et espèces, il insiste sur le caractère olfactif de la chair dont il montre qu'il est dû à un réseau de filaments lactifères et à des oxydases, dégageant ainsi un quadruple caractère : anatomique, chimique, olfactif et biochimique, sur lequel sont basés la classification du genre Inocybe qu'il propose, et notamment la section Lactiferae (espèces à odeurs de fruits, de fleurs ou de muscs, qui s'est révélée naturelle, et dont les représentants étaient dispersés dans différents groupes).
Il note ensuite que parmi les Inocybes, certaines espèces aux cystides à membrane épaisse et réfringente, surmontés de cristaux d'oxalate de calcium, possèdent des spores à profil d'amande selon un seul plan longitudinal de symétrie. Au contraire, des Inocybes privés de cystides oxalifères qui présentent toujours des spores à profil dorso-ventral en forme de rein, manifestant l'existence de deux plans perpendiculaires de symétrie.
Il y a donc corrélation profonde et continue entre deux sortes d'organes qui jouent dans la physiologie des champignons un rôle essentiel : la spore étant l'aboutissement des fonctions reproductrices, et la cystide symbolisant l’activité nutritive.
Il observe aussi la variabilité du contour sporal et découvre des sporées hétérogènes, à types différents de spores mûres traduisant des paliers d'évolution distincts. Cherchant les causes de ce polymorphisme : hybridations, basides portant un nombre variable de spores, mutations ou novations. Il conclut que la spore des Inocybes, possède un état d'instabilité qui se traduit par une modification par étapes de son contour dans une direction, depuis le profil oval jusqu'à celui hérissé de bosses spiniformes.
Sa thèse comporte aussi des vues nouvelles sur les variations des basides, le rapport entre leur volume et celui des spores qu'ils portent, sur les téguments et leur ornementation, sur les pores germinatifs... Il décrit cinq coupures génériques nouvelles, dont trois appartenant à la flore malgache.

## Ethnomycologue, résistant, et écologue
Il soutint sa thèse de doctorat sur le genre Inocybe en 1931. Au Muséum, il devient sous-directeur en 1933, au laboratoire de cryptogamie, puis se marie en 1935 avec la mycologue Panca Eftimiu, spécialiste des Exoascées au jardin botanique de Bucarest : leur fils Jean-Louis Heim (1937-2018) était paléoanthropologue, spécialiste du site de La Ferrassie en Dordogne.
Entré dans la Résistance en 1942, Roger Heim fut dénoncé et déporté. Ayant survécu, libéré en 1945, il fut nommé professeur, puis fut élu membre de l'Académie des sciences en 1946. Plus tard, il présida l'Amicale de Mauthausen.
Il dirige la collection « Les grands naturalistes français ».
Il est également connu pour ses recherches, avec l'ethnologue américain Robert Gordon Wasson, sur les champignons hallucinogènes du Mexique, à l'occasion desquelles il rencontra les Indiens Mazatèques. C'est à partir d'échantillons du Psilocybe mexicana Heim, cultivés au Muséum, qu'Albert Hofmann a isolé la psilocybine en 1958. Roger Heim a testé sur lui-même les effets hallucinogènes de ces champignons.
Il est président de la Société botanique de France en 1948.
De nombreuses espèces de champignons lui ont été dédiées comme par exemple Agaricus heimii, Callistosporium heimii, Coprinus heimii, Hydnum heimii, Inocybe heimii, Peziza heimii, Psilocybe heimii.
Très tôt conscient des menaces pesant sur les équilibres naturels et, en conséquence, sur la santé humaine, Roger Heim est l'un des fondateurs, en 1948, de l'Union internationale pour la conservation de la nature (UICN), dont il fut le président de 1954 à 1958. Il rédigea la préface, comme introduction de la traduction française parue en 1963 chez Plon, du livre de Rachel Carson Silent Spring (Printemps silencieux) qui dès 1962, signala les problèmes dus à la perte de la biodiversité, aux pesticides et à la pollution, contribuant à l'interdiction du DDT ou dichlorodiphényltrichloroéthane aux États-Unis en 1972.
Heim encouragea aussi son collègue professeur du Muséum Jean Dorst à écrire sur le même thème Avant que nature meure (1965), puis publia lui-même, trente ans avant le point de non-retour et le pic de Hubbert, un livre de prospective environnementale : L'angoisse de l'an 2000 (1973).
Il préside entre 1953 et 1971 la Société des océanistes.

## Prix Roger Heim
L'association Les Amis du Muséum a créé en 2017 le Prix Roger Heim, décerné une fois par an. Sont éligibles les étudiants du Muséum national d'histoire naturelle ayant présenté à temps leurs travaux et leur candidature. Chaque année, le lauréat du prix le reçoit des mains du Président du Muséum lors de la cérémonie de remise. Le lauréat est aussi récompensé de la somme de 3 000 euros.

## Liste partielle des publications
- 1931 : Roger Heim (1931) - Le Genre "Inocybe", précédé d'une introduction générale à l'étude des agarics ochrosporés, Thèses de sciences. Paris, Doctorat ès sciences naturelles. no 2167, Paris, P. Lechevalier et fils, 1931. Gr. in-8, 431 p., fig., pl. [Encyclopédie Mycologique Vol. 1]
- 1934 : Fungi Iberici: observations sur la flore mycologique Catalane, Barcelone
- 1938 : Les Lactario-russulés du domaine Oriental de Madagascar, Paris, Laboratoire de Cryptogamie du Muséum
- 1939 : La reproduction chez les plantes, Paris, Armand Collin
- 1940 : Études descriptives et expérimentales sur les Agarics termitophiles Africains, Paris, Mémoires de l'Académie des Sciences.
- 1947 : La Sombre Route: souvenirs des camps d'extermination Allemands, Paris, José Corti
- 1948 : Les Champignons: tableaux d'un monde étrange, Éditions Alpina
- 1951 : Notes sur la flore mycologique des terres du Pacifique Sud. Le genre néo-calédonien Le-Ratia. Rev. mycol. [Paris], 16, p. 154-158.
- 1952 : Destruction et Protection de la nature, Armand Colin (Paris), collection Collection Armand Colin, section de biologie (279) : 224 p.
- 1952 : Ouvrage collectif, Buffon, introduction de Roger Heim dans le cadre de la collection qu'il dirige "Les grands naturalistes français", avec des textes de Léon Bertin, Franck Bourdier, Edmond Dechambre, Yves François, E.Genet Varcin, Georges Heilbrun, Roger Pelseneer, Jean Piveteau, Publications Françaises, Paris : 244 p.
- 1955 : Un Naturaliste autour du monde, Albin Michel (Paris), collection Les Savants et le Monde : 218 p.
- 1957 : Les Champignons d'Europe, N. Boubée (Paris) : deux tomes sous reliure toile, 326 et 572 p.
- 1965 : Les Meiorganés, phylum reliant les Bolets aux Polypores. Rev. Mycol. [Paris], 30, p. 307-329.
- 1967 : Notes sur la flore mycologique des terres du Pacifique Sud. Rev. mycol. [Paris], 32, p. 3-15.
- 1968 : Notes sur la flore mycologique des terres du Pacifique Sud. Rev. mycol. [Paris], 33, p. 137-152.
- 1969 : Les Champignons d'Europe, réédition de l'édition originale de 1957 par la Fondation Singer-Polignac
- 1971 : The interrelationships between the Agaricales and Gastromycetes. Dans Evoluti on in the higher Basidiomycetes, publié sous la direction de R. H. Petersen. Knoxville.
- 1973 : L'angoisse de l'an 2000 : quand la nature aura passé, l'homme la suivra, Éditions de la fondation Singer-Polignac, 1973, Paris
- 1977 : Termites et Champignons. Les champignons termitophiles d’Afrique Noire et d’Asie méridionale, Boubée (Paris) : 190 p. + 7 pl.  (ISBN 2-85004-004-5)
- 1978 : Les champignons toxiques et hallucinogènes, Boubée (Paris) : 270 p.  (ISBN 2-85004-013-4).

## Articles sur les champignons psychotropes
- Heim R, Brack A, Kobel H, Hofmann A, Cailleux R. (1958). Déterminisme de la formation des carpophores et des sclérotes dans la culture du Psilocybe mexicana Heim, Agaric hallucinogène du Mexique, et mise en évidence de la psilocybine et de la psilocine. Compt. rend. Acad. Sc. 246: 1346-1351.
- Heim R, Hofmann A. (1958). Isolement de la Psilocybine à partir du Stropharia cubensis Earle et d'autres espèces de champignons hallucinogènes mexicains appartenant au genre Psilocybe. Compt. rend. Acad. sc. 247: 557-561.
- Roger Heim & Robert Gordon Wasson 1958 : Les Champignons hallucinogènes du Mexique, études ethnologiques, taxinomiques, biologiques, physiologiques et chimiques, Éditions du Muséum national d'histoire naturelle, Paris
- Delay J, Pichot P, Lempérière T, Nicolas-Charles P, Heim R. (1958). Effets psycho-physiologiques de la Psilocybine. Comptes rendus des séances de l'Académie des Sciences. 247: 1235-1238.
- Hofmann A, Heim R, Brack A, Kobel H. (1958). Psilocybin ein psychotroper Wirkstoff aus dem mexikanischen Rauschpilz. Rev. Mycologie. 22: 17-21.
- Hofmann A, Heim R, Brack A, Kobel H. (1958). La Psilocybine, Principe Actif Psychotrope Extrait Du Champignon Hallucinogène: Psilocybe mexicana Heim, in: Les champignons hallucinogènes du Mexique. p. 255-257.
- Heim R, Brack A, Kobel H, Hofmann A, Cailleux R. (1958). Déterminisme de la formation des carpophores et des sclérotes dans la culture du Psilocybe mexicana Heim, Agaric hallucinogène du Mexique, et mise en évidence de la psilocybine et de la psilocine. Rev. Mycologie. 22: 9-16.
- Heim R, Brack A, Kobel H, Hofmann A, Cailleux R. (1958). Déterminisme de la formation des carpophores, et éventuellement des sclérotes, dans les cultures des agarics hallucinogènes du Mexique et mise en évidence de la psilocybine et de la psilocine. Les champignons hallucinogènes du Mexique. p. 247-254.
- Heim R, Hofmann A. (1958). Isolement de la psilocybine à partir du Stropharia cubensis Earler et d'autres espèces de champignons hallucinogènes mexicains appartenant au genre Psilocybe. Rev. Mycologie. 22: 24-28.
- Hofmann A, Heim R, Brack A, Kobel H, Frey A, Ott H, Petrzilka T, Troxler F. (1959). Psilocybin und Psilocin, zwei psychotrope Wirkstoffe aus mexikanischen Rauschpilzen. Helv. chim. Acta. 42: 1557-1572.
- Roger Heim, avec la collaboration de Roger Cailleux, Pierre Thévenard & Robert Gordon Wasson,1965 : Nouvelles Investigations sur les Champignons hallucinogènes. Éditions du Muséum national d'histoire naturelle, Paris
- Ola'h, G-M, Heim RM. (1968). Étude Chimiotaxinomique sur les Panaeolus. Recherches sur la présence des corps indoliques psychotropes dans ces champignons”. Comptes Rendus Acad. Sc. 267: 1369-1372.